# Brown Ridge
Brown Ridge ist ein blanker, felsiger und bis zu 1400 m hoher Gebirgskamm im westantarktischen Queen Elizabeth Land. In der Neptune Range der Pensacola Mountains erstreckt er sich über eine Länge von 5 km ausgehend von Nelson Peak in nordnordwestlicher Richtung.
Der United States Geological Survey kartierte ihn anhand von Vermessungen und Luftaufnahmen der United States Navy zwischen 1956 und 1966. Das Advisory Committee on Antarctic Names benannte ihn 1965 nach dem US-amerikanischen Geologen Robert D. Brown, Mitglied einer Mannschaft des Survey, die zwischen 1962 und 1963 in der Patuxent Range tätig war.